# Ángel Morales Cuerva
Ángel Morales Cuerva (Barcelona, España, 13 de julio de 1975) es un exfutbolista español que se desempeñaba como centrocampista.

## Clubes
| Club                        | País   | Año       |
| --------------------------- | ------ | --------- |
| R. C. D. Espanyol           | España | 1996-1998 |
| Deportivo Alavés            | España | 1998      |
| Hércules C. F.              | España | 1999      |
| Deportivo Alavés            | España | 1999-2000 |
| R. C. D. Espanyol           | España | 2000-2005 |
| Club Gimnàstic de Tarragona | España | 2005      |
| R. C. D. Espanyol           | España | 2006      |
| Club Gimnàstic de Tarragona | España | 2006-2007 |
| Granada C. F.               | España | 2007-2009 |